# ضربة طير

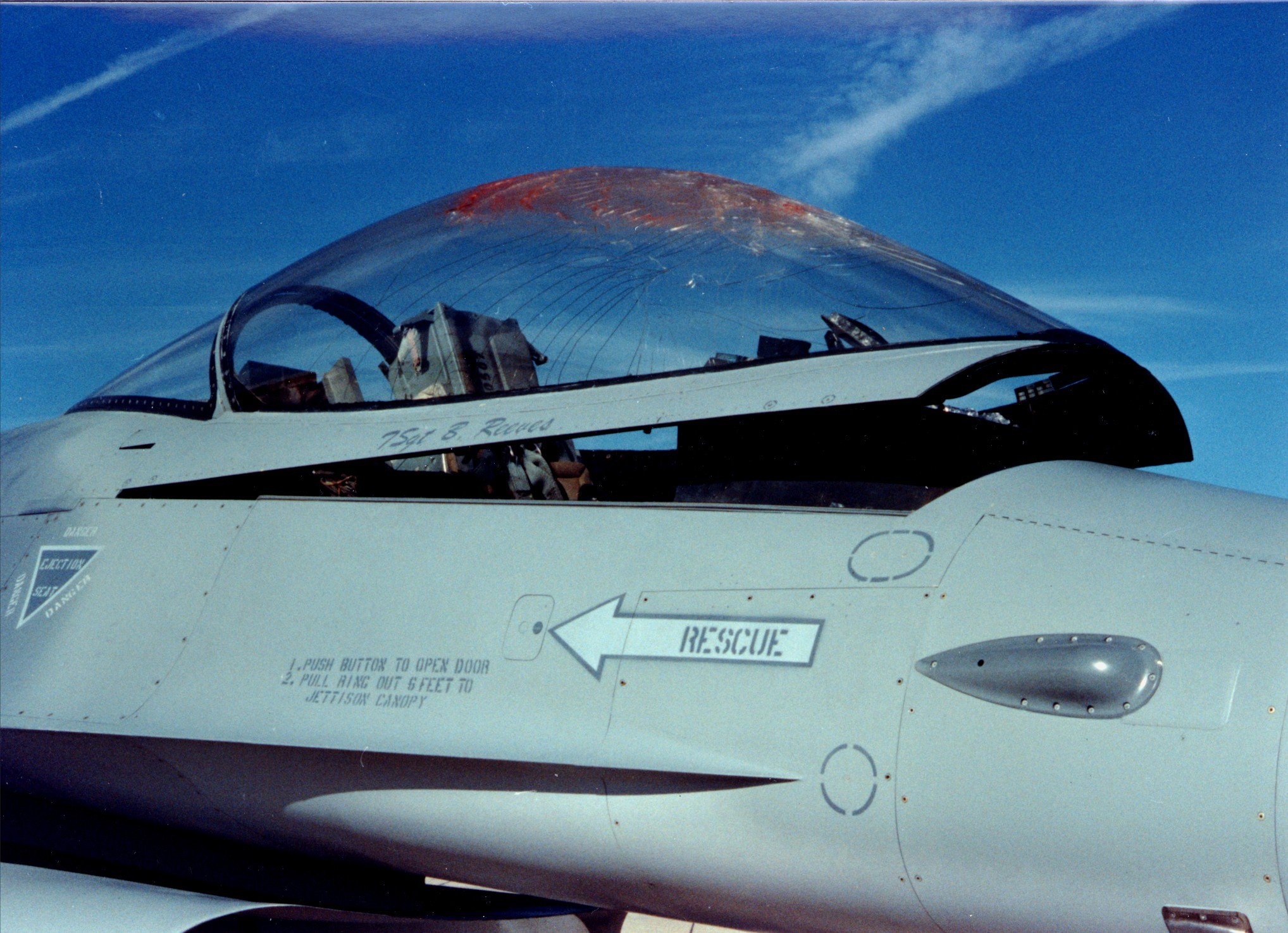
غطاء باب طائرة إف-16 بعد ارتطام طير بها

ضربة طير أو خبطة طير هي حادثة تحدث ما بين جسم حيوان طائر (كالخفاش أو الطيور) وآلة بشرية متحركة وبالخصوص الطائرات. وهو تهديد عام لسلامة الطيران، وقد سبب عددا من الحوادث الخطيرة التي حصل جراؤها بعض الوفيات. وإن كانت حالات الوفاة تلك قليلة نسبيا عند الطائرات المدنية وقد قدرت بحالة واحدة خطيرة لطائرة مدنية مقابل 1 مليار (910) ساعة طيران. معظم ضربات الطيور (65%) تسبب ضررا بسيطا للطائرة، وهي بالتأكيد تسبب بموت الطائر ولكن الضرر الأكبر هو عندما يدخل الطير بمحركات الطائرة أو يصطدم بالزجاج الأمامي للطيار. وتقدر الخسائر السنوية للطائرات التجارية المدنية من حوادث الاصطدام بالطيور حوالي 400$ مليون دولار في الولايات المتحدة و 1.2$ مليار دولار في العالم ككل. وهذا المصطلح ينطبق أيضا على موت الطيور جراء تعرضها لأجسام صنعها الإنسان كخطوط الكهرباء والأبراج والمراوح الهوائية.

## وصف الحدث

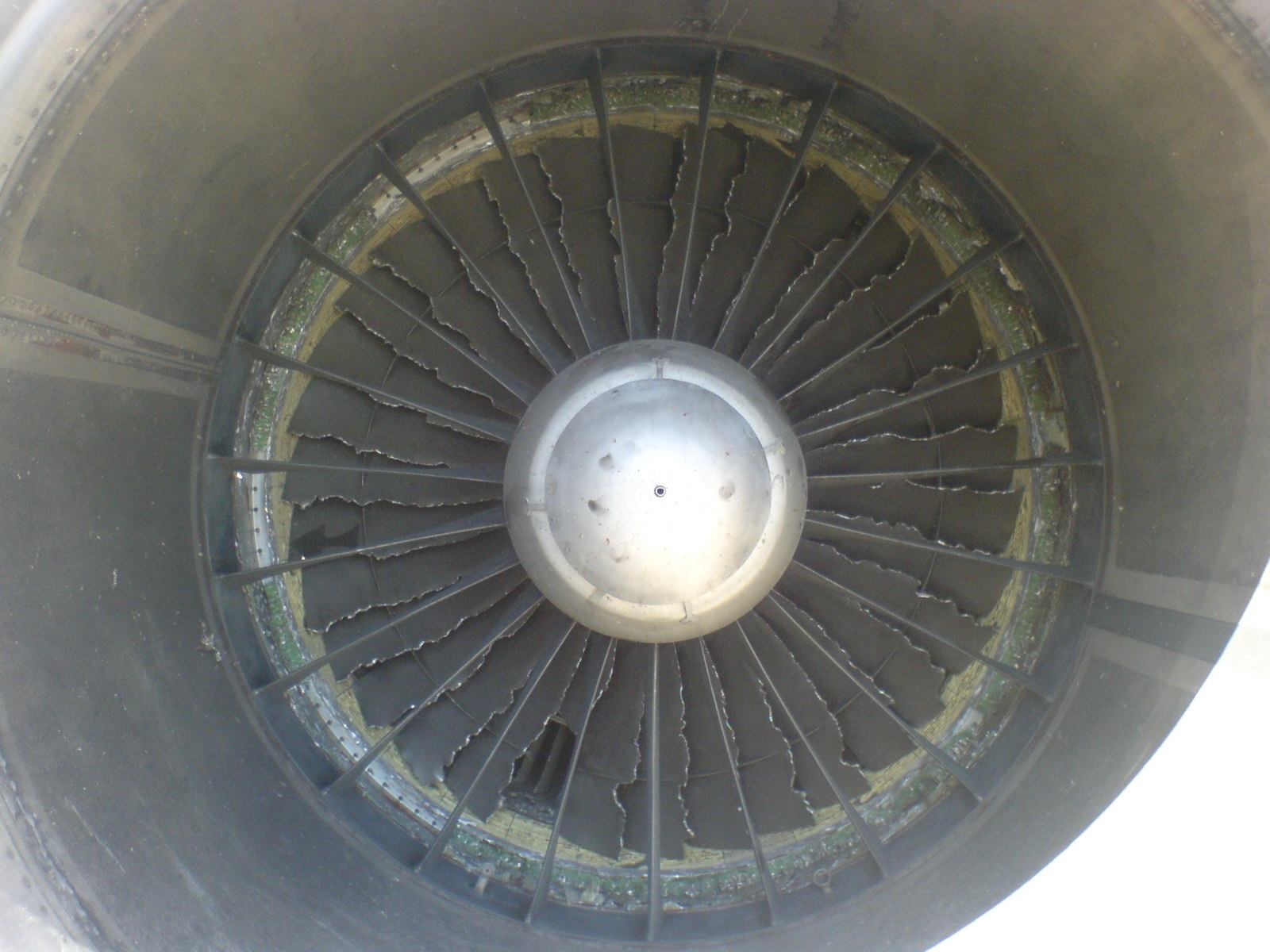
منظر لريش محرك نفاث JT8D بعد أن اصطدم به طائر.

معظم حالات الاصطدام بالطيور يكون خلال الإقلاع أوالهبوط، أو خلال الطيران المنخفض. وإن كانت هناك بعض الحوادث اصطدام بالطيور حدثت بارتفاعات عالية، من 6,000 متر (20,000 قدم) وحتى 9,000 متر (30,000 قدم) فوق سطح الأرض. فبعض أنواع الإوز (Bar-headed goose) يطير بارتفاعات تصل إلى 10,175 متر (33,383 قدم) فوق سطح البحر. هناك حادثة لطائرة فوق ساحل العاج اصطدمت بنسر من نوع (Rüppell's Vulture) على ارتفاع شاهق 11,300 متر (37,100 قدم) وهو أعلى ارتفاع لإصطدام بطائر سجل حتى الآن. معظم اصطدامات الطيور التي تحصل بالقرب أو بداخل مجال المطارات (90% حسب تقرير الأيكاو) تكون خلال الإقلاع والهبوط أو أي من المراحل الشبيهة. وحسب دليل لإدارة المخاطر والحياة البرية لعام 2005 والصادر من إدارة الطيران الفيدرالية، فإن أقل من 8% من تلك الضربات تحدث فوق 900 متر (3,000 قدم) و61% تحدث عند ارتفاع أقل من 30 متر (98 قدم).

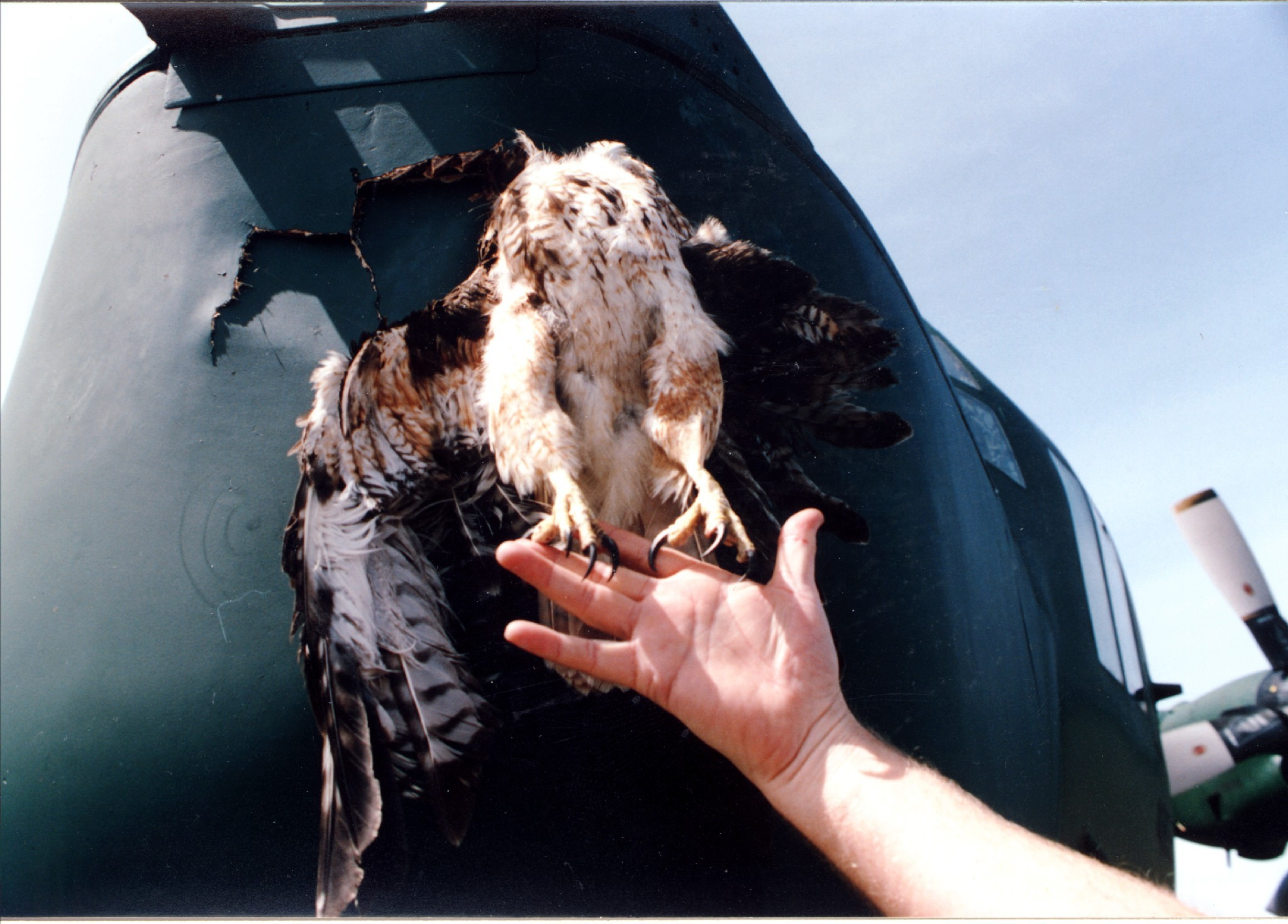
صقر معلق في المقدمة المخروطية لطائرة سي-130

تكون نقطة الاصطدام عند أي حافة امامية للآلة أو الطائرة مثل حافة الجناح الأمامية، مقدمة الطائرة المخروطية، قلنسوة المحرك النفاث أو مدخل المحرك نفسه.
قوة سحب المحرك النفاث له من الخطورة بمكان من حيث سرعة دوران ريش المحرك وتصميم المحرك. فعندما يرتطم الطائر بريشة المروحة، فإن الريشة ستنزاح عن مكانها إلى الريشة الأخرى وهكذا، مسببة بفشل متتالي. فالمحركات النفاثة وبشكل خاص غير محصنة خلال مرحلتي الإقلاع والهبوط حيث يدور المحرك بسرعة عالية والطائرة تكون بارتفاع منخفض، حيث تتوفر الطيور وبكثرة.